# غريغ باتلر
غريغ باتلر (بالإنجليزية: Greg Butler)‏ مواليد 11 مارس 1966 في إنغليووود، هو لاعب كرة سلة أمريكي معتزل. تم اختياره من قبل فريق نيويورك نيكس خلال الدرافت. يبلغ طوله 6 قدم 11 بوصة (2.1 م). لعب مع فريق لوس أنجلوس كليبرز.

## روابط خارجية
- غريغ باتلر على موقع إن بي أي (الإنجليزية)
- غريغ باتلر على موقع سبورتس رفرنس (الإنجليزية)
- غريغ باتلر على موقع كرة السلة الأوروبية.كوم (الإنجليزية)
- غريغ باتلر على موقع كلية كرة السلة في سبورتس رفرنس.كوم (الإنجليزية)
- غريغ باتلر على موقع ريلجم (الإنجليزية)
- غريغ باتلر على موقع بروبوليرز (الإنجليزية)